# Rue Royale

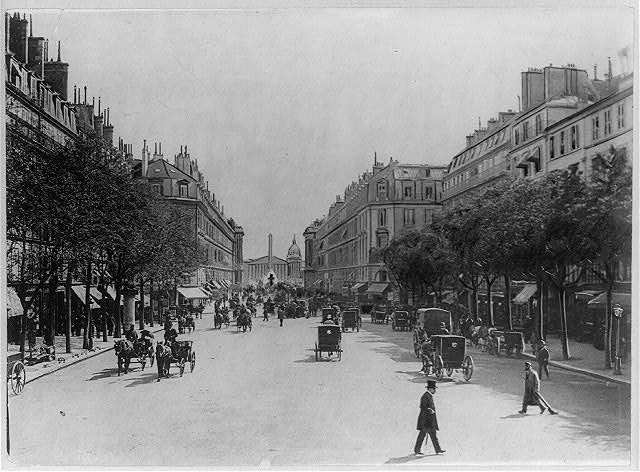
<straight>La rue Royale hacia 1900.

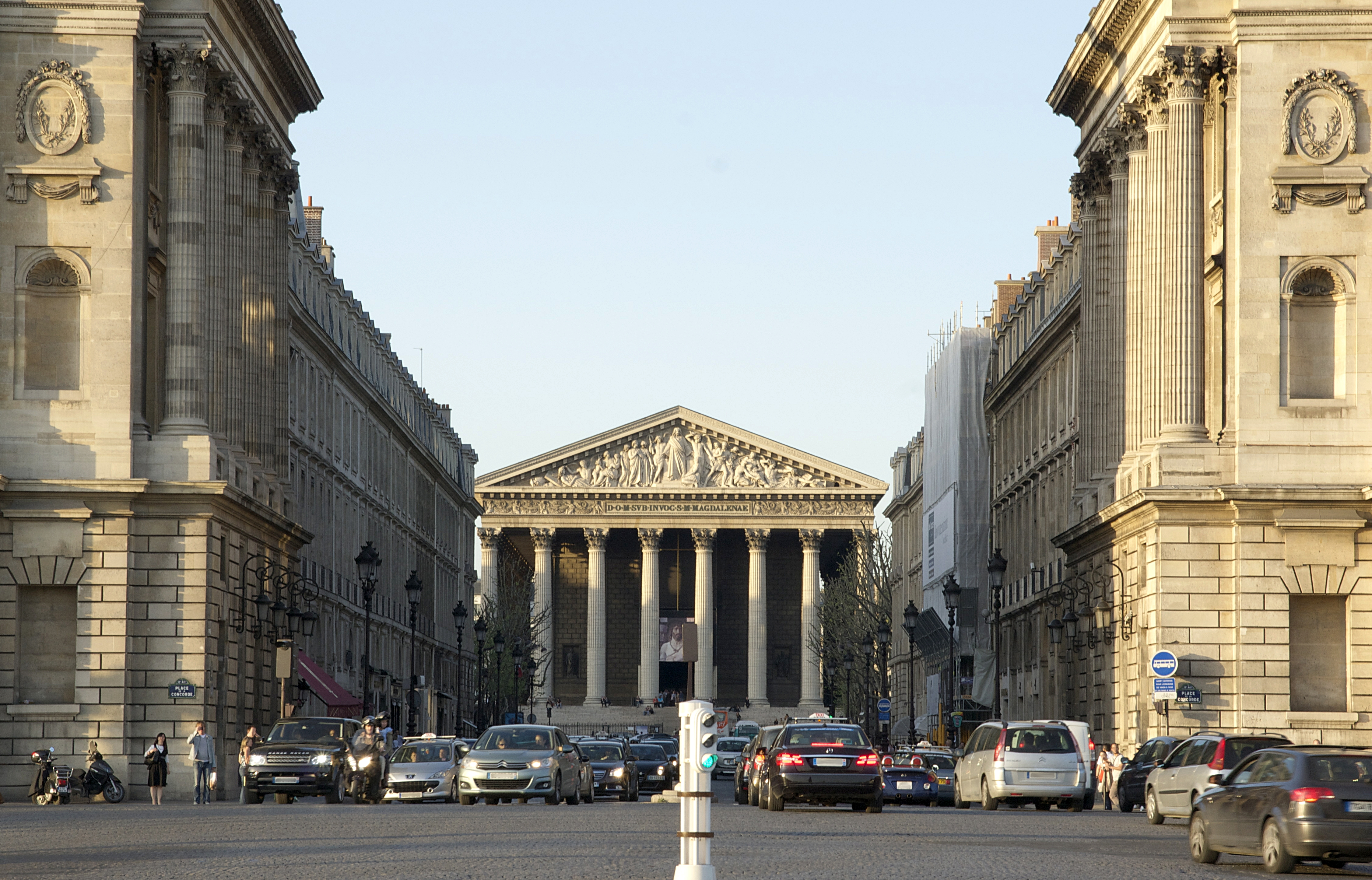
La rue Royale en 2011.

La rue Royale (IPA: /ʁy ʁwa.jal/) es una calle situada en el Distrito 8 de París, Francia. Empieza en la Place de la Concorde y termina en la Place de la Madeleine. Tiene una longitud de 282 metros.

## Historia
En 1733 se demolió la Porte Saint-Honoré, construida durante el reinado de Luis XIII, que se encontraba en la esquina con la rue Saint-Honoré.
A partir de 1758 se construyó la rue Royale des Tuileries según un diseño de fachada uniforme propuesto por Ange-Jacques Gabriel. Este diseño fue impuesto en la parte de la calle situada entre la Place de la Concorde y el cruce con la rue du Faubourg Saint-Honoré y la rue Saint-Honoré por las patentes reales del 21 de junio de 1757 y del 30 de octubre de 1758.
Esta lujosa calle, destinada a acompañar la creación de la Place de la Concorde, fue diseñada esencialmente por el arquitecto y empresario Louis Le Tellier, que repite en todas las parcelas diseños y decoraciones similares. Los edificios tenían cinco plantas, siendo el primero el piano nobile. En el patio, el corps de logis en L ofrece el aspecto tradicional de un hôtel particulier parisino. La escalera de honor, común a los dos corps de logis, se encuentra en la unión del ala del lado trasero del edificio con el patio.
El extremo sur de la calle, que desemboca en la Place de la Concorde, está enmarcado por dos edificios idénticos, obras de Gabriel, con fachadas a columnata que miran a la plaza: el Hôtel de la Marine al este y el Hôtel des Monnaies (ocupado actualmente por el Hôtel de Crillon y la sede del Automobile Club de France) al oeste.
Con la ayuda de su hijo, Louis-Pierre, Louis Le Tellier construyó hacia 1770 los números 6 y 8. Entre 1781 y 1785 construyó los números 9, 11 y 13. Se cree que en la decoración interior de los dos primeros inmuebles trabajaron los artesanos que venían de trabajar, bajo su dirección, en el Hôtel de Tessé, situado en el Quai Voltaire, es decir, el escultor Pierre Fixon, llamado Fixon Père, asociado a partir de 1771 a su hijo Louis-Pierre Fixon, el albañil Lefranc y quizá el carpintero Huyot, mientras que Maréchal está atestiguado en los edificios posteriores de los números 9, 11 y 13.
En 1792, la calle fue rebautizada rue de la Révolution. Luego se convirtió en la rue Royale Saint-Honoré, y en 1795, rue de la Concorde. Recuperó el nombre de rue Royale por decisión prefectural del 27 de abril de 1814.
Después de la Restauration, la rue Royale perdió progresivamente su carácter residencial y se convirtió en uno de los lugares más importantes del comercio de lujo parisino, particularmente a finales del siglo XIX. Los grandes joyeros dejaban el Quartier du Palais-Royal para instalarse en la rue Royale. De hecho, actualmente podemos encontrar tiendas de grandes marcas de lujo como Chanel, Dior, Gucci, y Cerruti.
Durante la Comuna de París, las casas de los números 15, 16, 19, 21, 23, 24, 25 y 27 fueron incendiadas y el barrio sufrió mucho durante los combates.

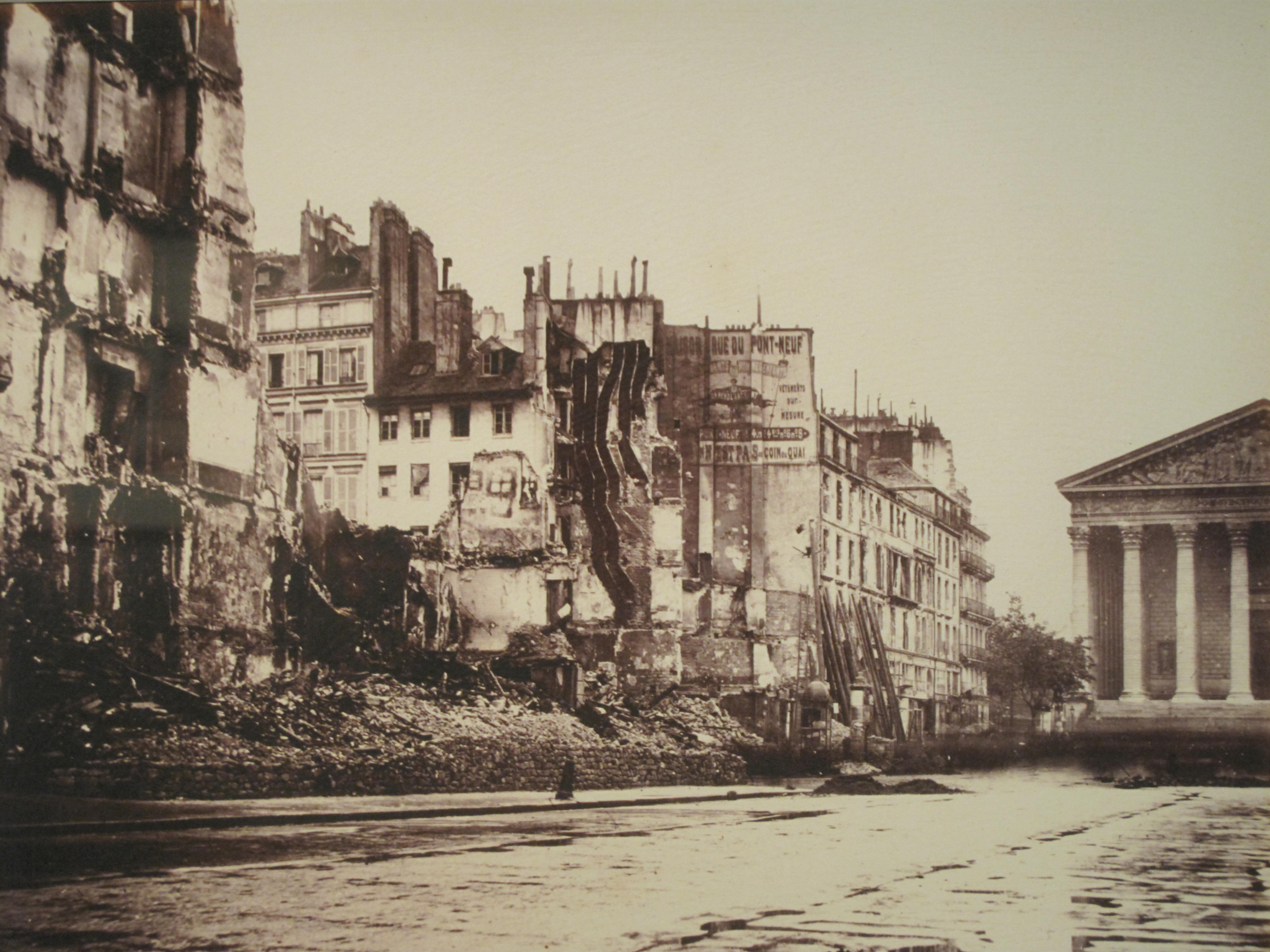
La rue Royale tras los combates y los incendios de la Comuna de París (mayo de 1871)
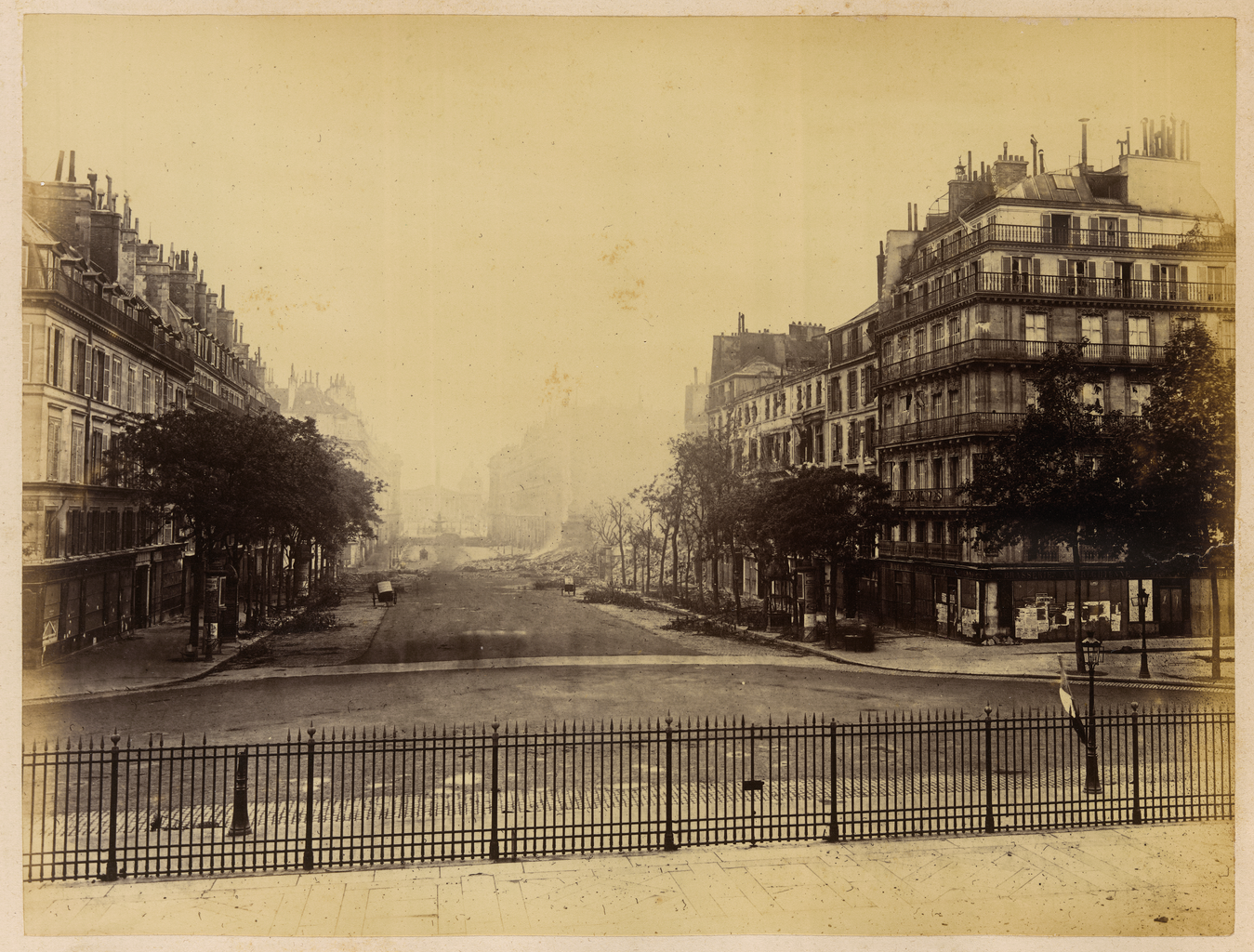
Otra vista de la rue Royale después de mayo de 1871 (desde la iglesia de la Madeleine). Podemos ver al fondo la Place de la Concorde, el obelisco de Lúxor y la Asamblea Nacional
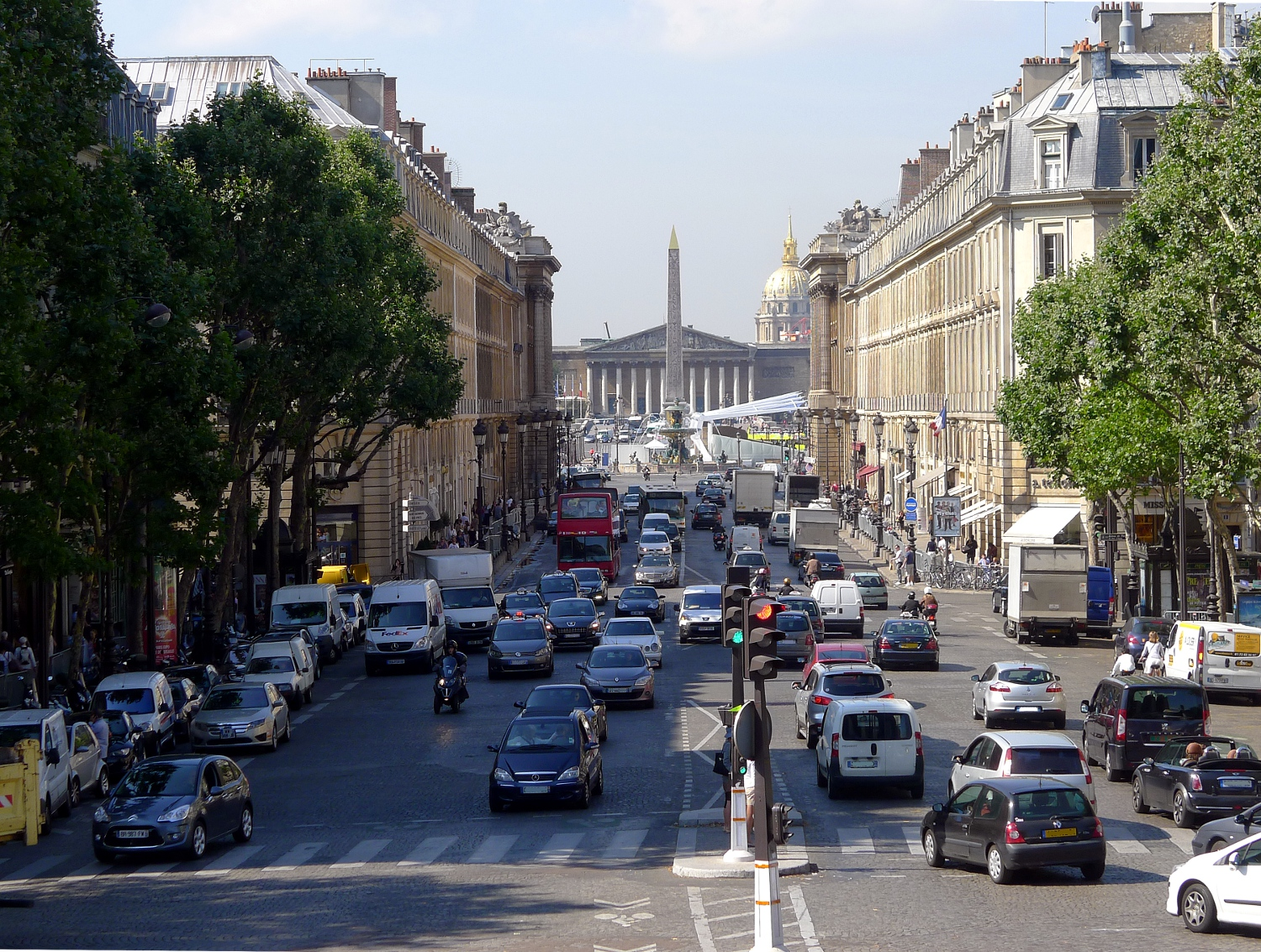
Misma vista en 2011

## Dimensiones
La calle tiene 22,80 m de anchura entre la Place de la Concorde y la rue du Faubourg Saint-Honoré y 43 m en el resto.

## Edificios destacados
Los inmuebles fueron construidos por Étienne-Louis Boullée (número 3) o Louis Le Tellier (números 6, 8, 9, 11, 13). Algunos de ellos han conservado las decoraciones originales (números 6, 7, 8, 11, 13).
- Número 1: Fue en este edificio, en la esquina con la Place de la Concorde, donde el 6 de febrero de 1778, Conrad Alexandre Gérard (en nombre del rey Luis XVI), Benjamin Franklin, Silas Deane y Arthur Lee firmaron los tratados por los cuales Francia fue el primer país que reconoció la independencia de los Estados Unidos de América. El ingeniero Philippe de Girard murió aquí el 26 de agosto de 1845 junto a una de sus sobrinas, la condesa Vernède de Corneillan (placa conmemorativa). En uno de los pilares que flanquean la entrada de este edificio podemos ver el facsímil de un cartel de la movilización general de 1914 para la Primera Guerra Mundial. El cartel original había sido olvidado mucho tiempo después del comienzo de las hostilidades, y la Villa de París decidió reemplazar el cartel, que era ilegible, por uno nuevo, protegido por un cofre de vidrio.
- Número 2: Hôtel de la Marine, llamado también Hôtel du Garde-Meuble, actualmente sede del estado mayor de la Marina nacional de Francia.
- Número 3: Hôtel de Richelieu, que contiene el restaurante Maxim's, fundado en 1893. Destacable por su fachada y su decoración interior de estilo art nouveau (1899).
- Número 5: Antigua dirección de la tienda de moda Molyneux, fundada en 1919. En 1935 se creó aquí el parfum rue Royal.
- Número 6: Hôtel Le Roy de Senneville : Construido en 1769 por Louis Le Tellier para Jean-François Le Roy de Senneville (1715-1784), secrétaire du roi de 1752 a 1780 y fermier général de 1772 a 1780.[4] Le sucedió Marc-Antoine Randon de La Tour, tesorero general de la Maison du Roi, condenado a muerte por el Tribunal Revolucionario el 7 de julio de 1794 y guillotinado ese mismo día.[5] Madame de Staël alquiló el apartamento hacia el patio durante su última estancia en París, a partir de octubre de 1816, y vivió recluida aquí tras el ataque cerebral del que fue víctima en febrero de 1817 estando en un baile con el duque Decazes.[2] Terminó sus días el 14 de julio de 1817 en una casa de Sophie Gay cerca de la rue Neuve-des-Mathurins. En 1881, antes de ocupar el número 9, la célebre tienda de decoración Jansen se instaló en la crujía situada a la izquierda de la puerta de carruajes, incorporando el antiguo apartamento de madame de Staël mediante una escalera monumental en las antiguas caballerías, y unido a una construcción de principios del siglo XX edificada sobre el patio. A la derecha de la puerta de los carruajes, el joyero Fouquet encargó en 1901 una destacable decoración de estilo art nouveau para su tienda, diseñada por Alphonse Mucha y realizada con ayuda de la tienda Jansen.[6] En el piano nobile, dos salones han conservado su decoración original de los años 1770. El paso de los carruajes ha conservado su cubierta plana. La escalera de honor conserva su rampa de hierro forjado de la época de Luis XV. El antiguo apartamento de madame de Staël está ocupado actualmente, desde 1983, por el anticuario Grunspan.
- Número 8: Hôtel de La Tour du Pin-Gouvernet, construido en 1769 por Louis Le Tellier. Aquí vivió el arquitecto Ange-Jacques Gabriel.[7][3] Adrian Hébrard, proprietario de la Fonderie Hébrard, tenía aquí una galería de arte donde presentaba las obras de sus artistas.

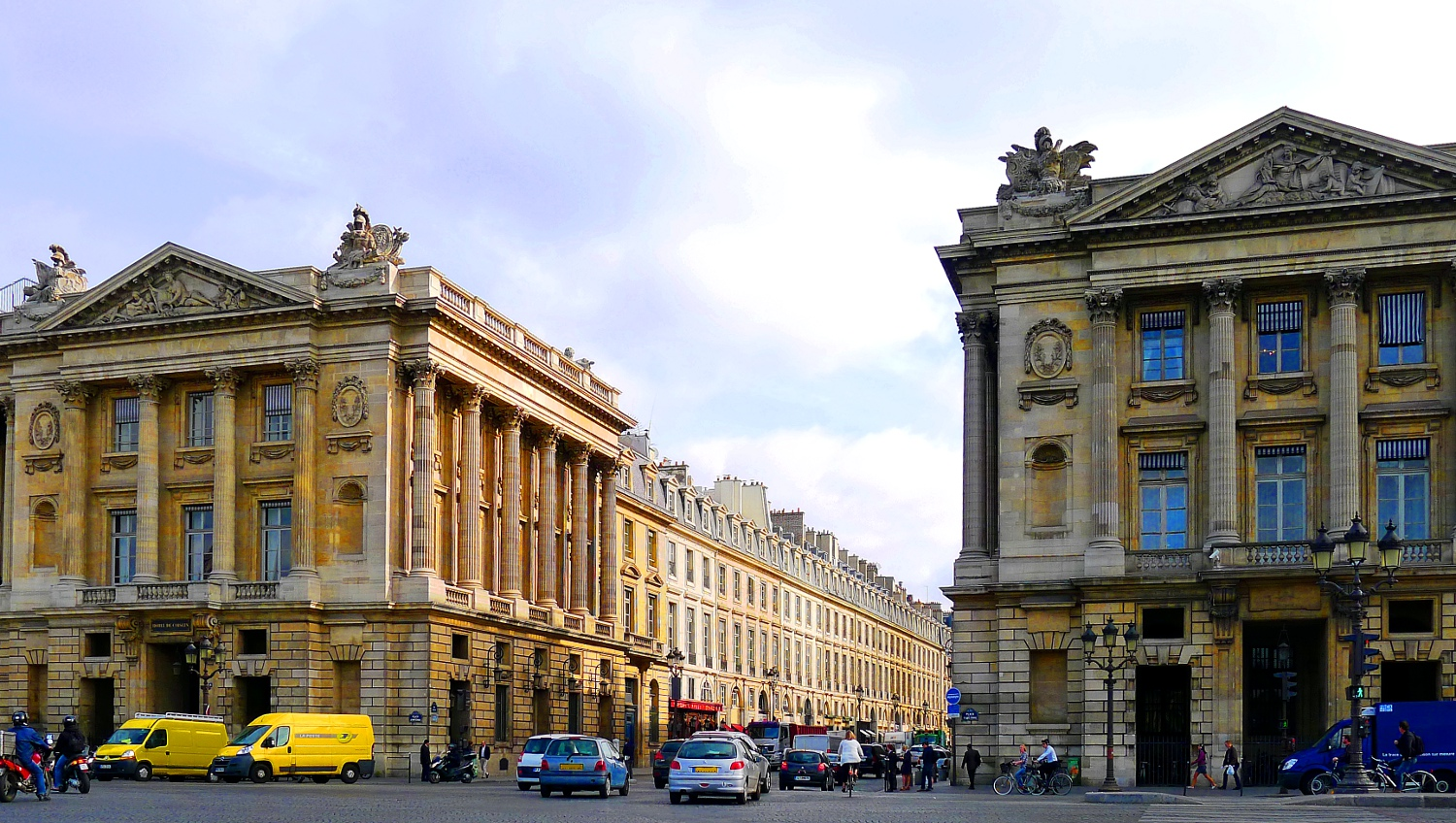
La entrada de la rue Royale desde la Place de la Concorde; a la izquierda el Hôtel de Crillon, a la derecha el Hôtel de la Marine
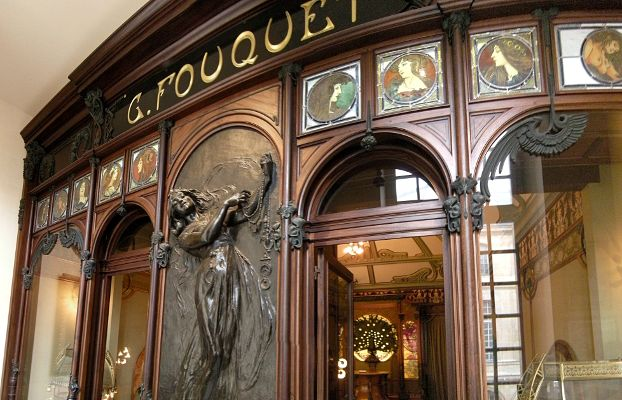
En el número 6, la fachada de la tienda del joyero Georges Fouquet diseñada en 1901 por Mucha, Musée Carnavalet
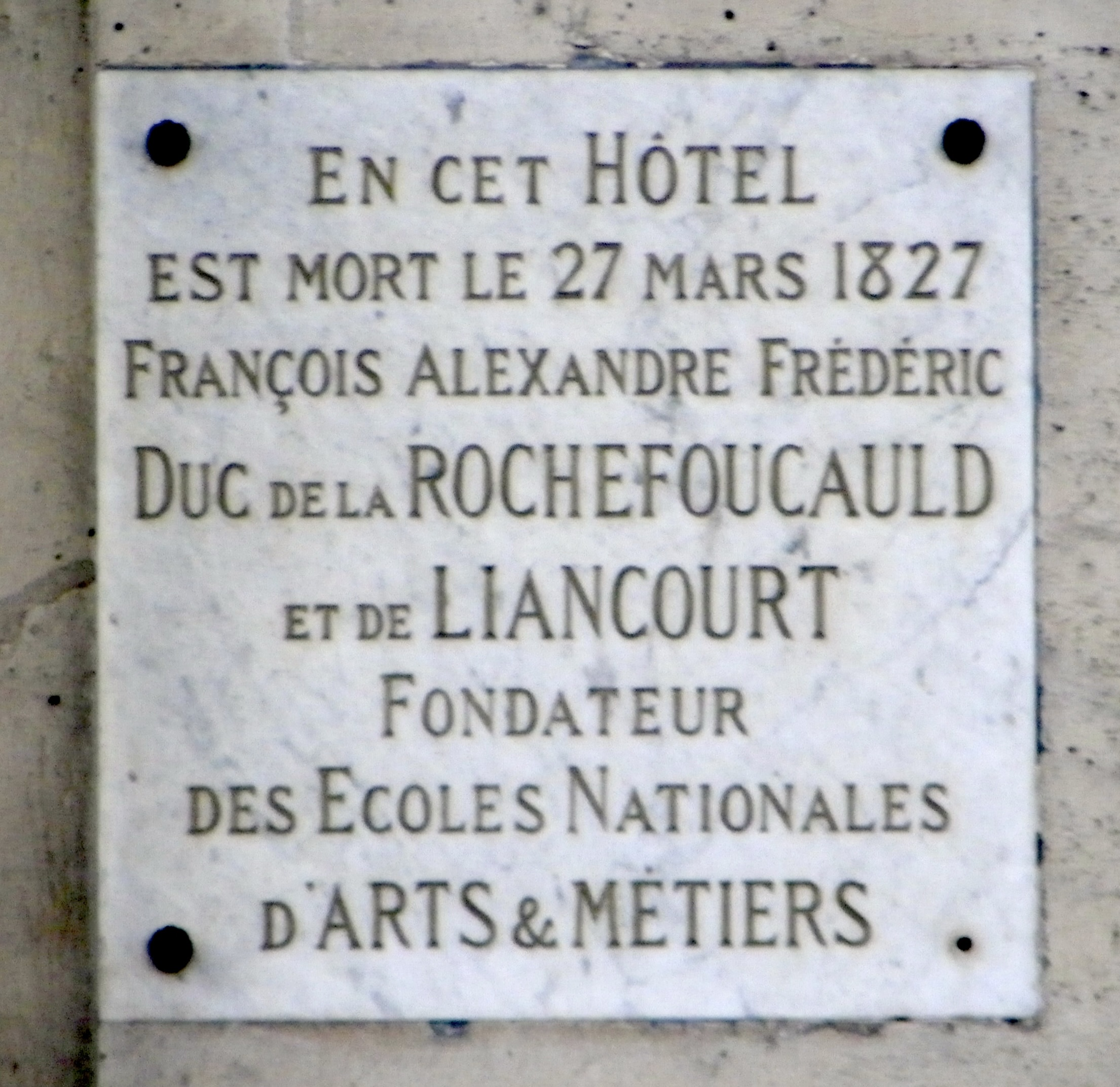
Placa conmemorativa de François Alexandre Frédéric de La Rochefoucauld-Liancourt en el número 9 de la rue Royale

- Número 9: Edificio construido por Louis Le Tellier, después de 1781. François Alexandre Frédéric de La Rochefoucauld-Liancourt murió aquí el 27 de marzo de 1827 (placa conmemorativa).
- Número 11: Edificio construido por Louis Le Tellier, después de 1781. El gran salón ha sido trasladado al Musée Nissim-de-Camondo y el dormitorio al Palacio Errázuriz, Museo de Arte Decorativo de Buenos Aires.[8] La reina Natalia de Serbia (1859-1941) vivió aquí (placa conmemorativa). En 1910 alojó la sala de exposiciones Brunner.[3]
- Número 13: Edificio construido por Louis Le Tellier, después de 1781. El escritor Jean Baptiste Antoine Suard, secretario perpetuo de la Academia Francesa, murió en este inmueble el 20 de julio de 1817. Se ha trasladado un salón del apartamento hacia la calle al Philadelphia Museum of Art de Filadelfia (Estados Unidos).
- Número 14 (esquina con la rue Saint-Honoré): En la ubicación de la agencia de Crédit Lyonnais, instalada en este edificio desde al menos 1910,[9] se encontraba a finales del siglo XIX un cabaret con el nombre la Porte Saint-Honoré, que recordaba la antigua puerta de la muralla de Luis XIII, que se encontraba en este emplazamiento y fue demolida en 1733. El fisiólogo Claude Bernard vivió en esta casa en 1859.[3] Esta es la dirección de la sede social de la empresa L’Oréal, instalada aquí por Eugène Schueller. Los locales de la empresa ocupan todos los edificios del número 14, y llegan hasta la rue Saint-Florentin, paralela a la rue Royale.
- Número 15: Alberga la joyería Heurgon, fundada en 1865.[10] Posteriormente, esta célebre tienda parisina se ha extendido por todo el edificio y al 25 de la rue du Faubourg Saint-Honoré.
- Número 16: Contiene la panadería Ladurée, fundada en 1862. En 1871, cuando el barón Haussmann estaba remodelando la ciudad de París, un incendio permitió la transformación de la panadería en pastelería. Ernest Ladurée tuvo la idea de mezclar estas dos tipologías: el café parisino y la pastelería, creando así uno de los primeros salones de té de la capital. En este lugar se encontraban las mujeres que abandonaban los círculos, entonces más de moda. Este edificio está catalogado y ha conservado la misma decoración desde su reconstrucción tras el incendio. Ladurée es en la actualidad una pastelería célebre por sus almendrados.

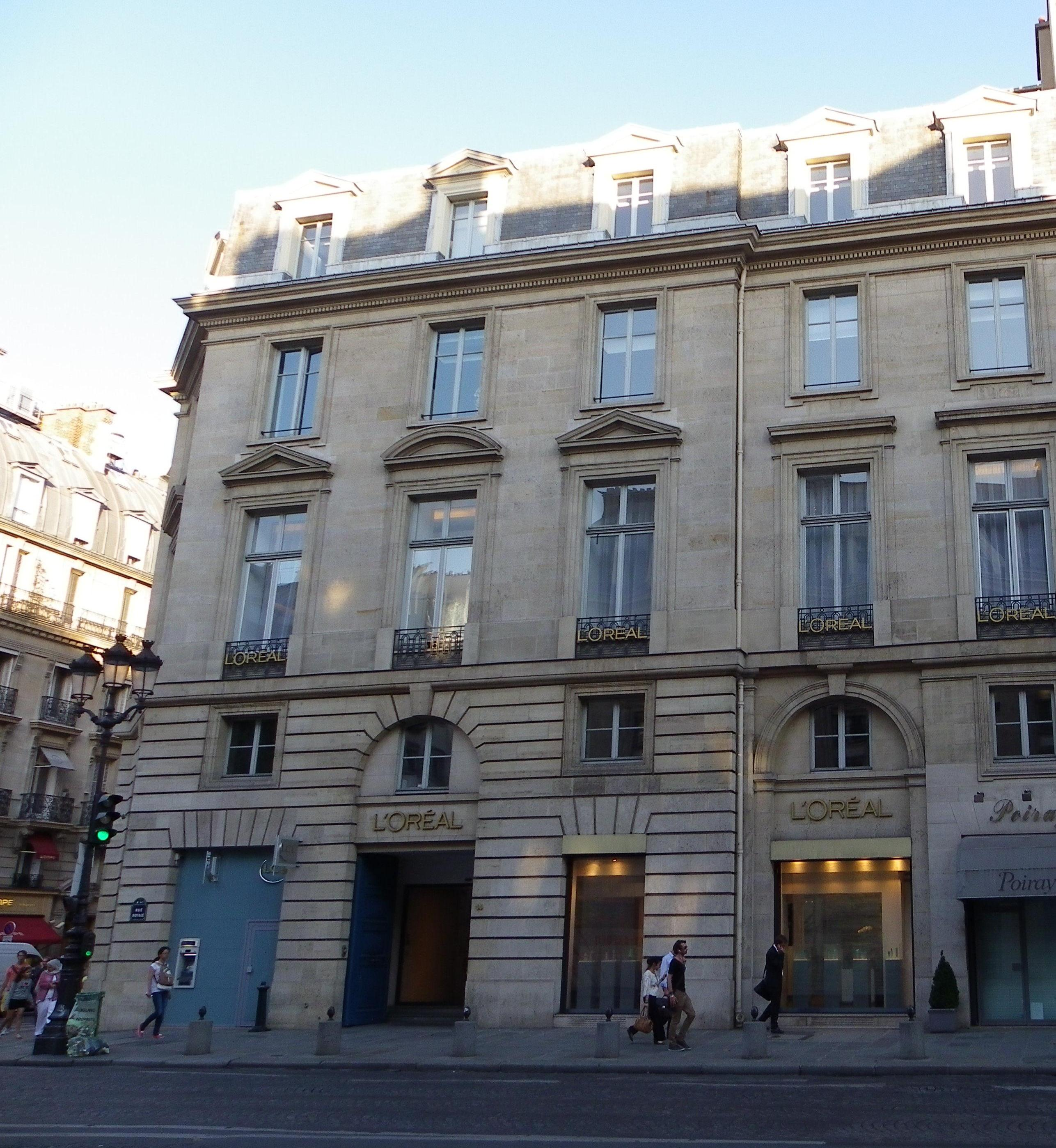
El edificio del 14 de la rue Royale
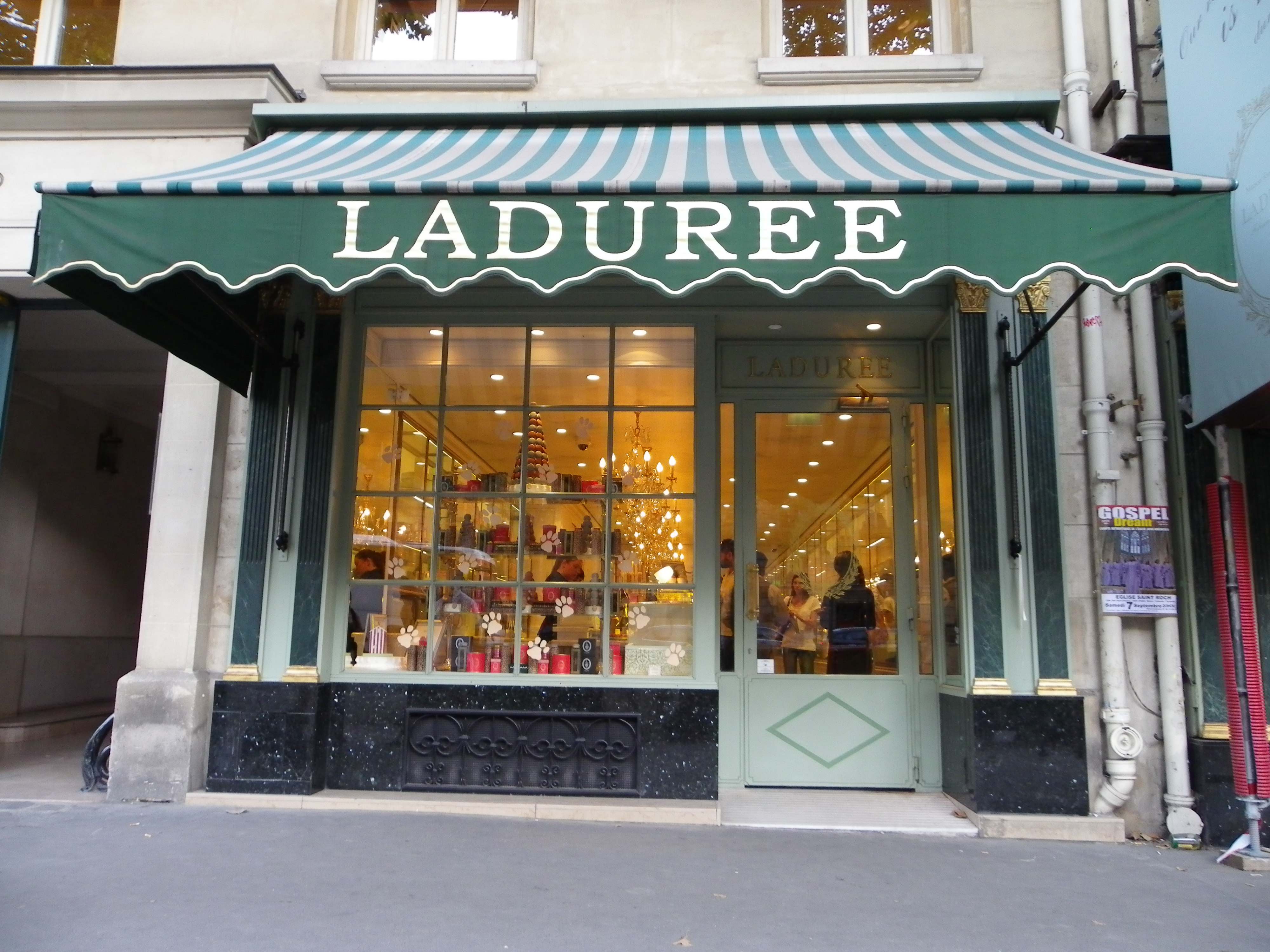
La tienda Ladurée en el número 16

- Número 20: El fotógrafo Eugène Druet creó aquí una galería de arte en 1908.
- Número 21: La célebre brasserie Weber se instaló en este inmueble de 1899 a 1961. Antes de 1914, era el lugar de reunión de los escritores, periodistas y artistas, frecuentada por Paul-Jean Toulet, Léon Daudet, Marcel Proust, los dibujantes Forain y Caran d'Ache, las redacciones de Le Temps y Le Figaro, actores como Marguerite Deval… Tras los disturbios del 6 de febrero de 1934, los heridos fueron transportados a Weber hasta que recibían los primeros auxilios.
- Número 22: El duque Pasquier murió en este edificio en 1862.[3]
- Número 23: Inmueble construido en 1907 en el emplazamiento de una antigua sala de las misiones evangélicas y de un efímero teatro llamado Théâtre Royal (1906).[3] En 1889, el fotógrafo Eugène Pirou tuvo aquí sus estudios fotográficos.[11]
- Número 24 : El humorista Alphonse Allais vivió en este edificio.[3]

## Películas grabadas en la Rue Royale

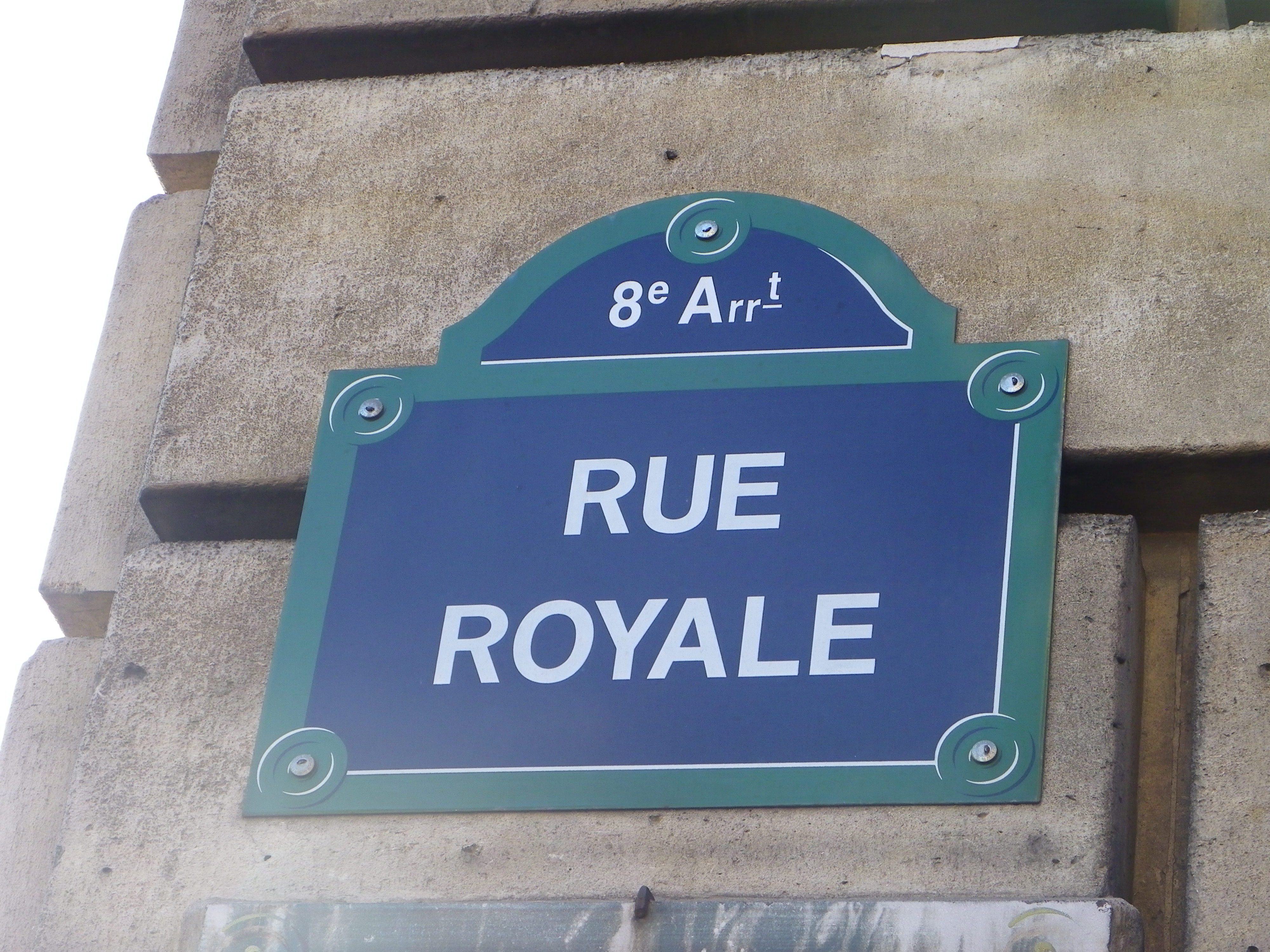
Placa de la rue Royale.

- 1950 : Le Château de verre de René Clément